# Brokmop
Brokmop é um pão adocicado de anis tradicional de Leende, uma vila na província holandesa de Brabante do Norte.  

## História
O Brokmop foi desenvolvida no começo do século XX por Piet van de Ven, que vendia a iguaria na feira anual de Leende, que ocorre desde 1657 na segunda-feira imediatamente após o Domingo Laetare. O mercado é popularmente chamado de Lind Mèrt, e nele comerciantes de toda a cidade exibem seus produtos. Até hoje, o brokmop é vendido anualmente no evento. A receita é, tradicionalmente, cortada e vendida em formato de cubos. 
A receita original do Brokmop é considerada um segredo particular da cidade, e é passada de geração a geração pelos padeiros de Leende. Ela foi desenvolvida no começo do século XX por Piet van de Ven, que vendia a iguaria na feira. Desde então, a receita foi dada a mais três padeiros da cidade: Toon van Engelen, Frans Rooijmans e Piet van Weert. Desde 2004, está nas mãos da confeiteira Chantal van Weert.
Tradicionalmente, a temporada de confecção e venda da iguaria dura três semanas, iniciando-se durante o carnaval. Os padeiros não preparam a receita durante todo o resto do ano.
Embora a receita oficial não seja conhecida, variações caseiras do brokmop são feitas em toda a Holanda. Elas consistem em uma massa feita de farinha de trigo, leitelho ou leite comum, manteiga e açúcar, misturados com as sementes de anis que caracterizam e dão o sabor especial da receita.

## Bebidas
Em 2008, Bram Baudoin e Frank de Win, uma dupla de moradores de Leenden, decidiram criar um licor inspirado pelo Brokmop com o apoio de uma destiladora da cidade. O resultado, com 24% de teor alcoólico, foi lançado inicialmente na feira com o nome de Brokmöpke. A bebida é feita a partir de licor de anis, com adição de caramelo e especiarias. Ele foi vendido na feira anual apenas pelos dois anos seguintes, por conta de restrições devido ao alto teor alcoólico, e hoje em dia está disponível apenas em supermercados.
Em 2018, a cervejaria Premium Bier Leende desenvolveu uma receita que leva anis em sua composição, inspirada pelo brokmop. A cerveja foi chamada de Brokmop Bierke, e foi lançada durante a feira de cerveja anual da cidade, Bourgondisch Lind.